# Nationaal Stadion (Barbados)
Het Nationaal Stadion is een multifunctioneel stadion in Bridgetown, Barbados. Het stadion wordt vooral gebruikt voor voetbalwedstrijden; de voetbalclub Notre Dame SC maakt gebruik van dit stadion. Ook het nationale elftal speelt weleens een internationale wedstrijd hier. In het stadion is plaats voor 5.000 toeschouwers. Het stadion werd geopend in 1970.